# Жадан, Олег Львович
Олег Львович Жадан (1943—2001) — журналист, обозреватель «Новой газеты», лауреат премии «Золотое перо России» (2002) за вклад в российскую журналистику на рубеже тысячелетий (посмертно).

## Биография
Родился в Татарстане. С 1960 по 1962 — радист. Учился на факультете журналистики МГУ им. Ломоносова. С 1966 по 1985 годы работал в «Комсомольской правде»: сперва стажёр, литературный сотрудник, корреспондент отделов рабочей молодёжи и новостей; с 1976 года — заведующий отделом внутренней информации. Затем — заведующий, редактор отдела фельетонов газеты газеты «Труд» (1985—2001).
Известен серией репортажей с ледокола «Арктика», достигшего Северного полюса (1977), циклом фельетонов «О славном городе Волосолапске» (1990-е годы).
Похоронен в Москве на Митинском кладбище.
Посмертно вышел сборник фельетонов «А мы пришли с Жаданом…»